# المعيد (أسماء الله الحسنى)
‌المعيد: ‌اسم ‌من ‌أسماء ‌الله ‌الحسنى، ومعناه: الذي يُعيد إيجاد الأشياء بعد وجود سابق، أو الذي يعيد الخلق بعد الحياة إلى الممات، ثم يعيدهم بعد الموت إلى الحياة.
والمعيد: هو اسم من أسماء الله الحسنى التسعة والتسعين.
و‌المعيد: هُوَ الَّذِي أعَاد الْخَلَائق كلهم ليَوْم الْحساب كَمَا أبدأهم كَمَا قَالَ تَعَالَى {وَهُوَ الَّذِي يبْدَأ الْخلق ثمَّ يُعِيدهُ وَهُوَ أَهْون عَلَيْهِ}.
والمعيد: [هو] الذي يُعِيْدُ الخلْقَ بَعْدَ الحَيَاةِ إلَى المَمَاتِ ثم يعيدهم بَعْدَ المَوتِ إلَى الحَيَاة كَقَوْلهِ: (وَكُنتمْ أمْوَاتَاً فَأحياكمْ ثم يُميتكُم ثم يُحيِيْكمْ ثُم إلَيه تُرجَعُونَ) [البقرة/28]، وَكَقَوْلهِ [تعالى]: (إنه هُوَ يُبْدِىء وَيُعِيْدُ) [البروج/13].
المعيد لغويًا: هو الرجوع إلى الشيئ بعد الإنصراف عنه، وفي سورة القصص ( إن الذي فرض عليك القرآن لرادك إلى معاد ) ، أي يردك إلى وطنك وبلدك. والميعاد هو الآخرة، والله المعيد الذي يعيد الخلق بعد الحياة إلى الممات، ثم يعيدهم بعد الموت إلى الحياة. ومن يتذكر العودة إلى مولاه صفا قلبه، ونال مناه. والله بدأ خلق الناس، ثم هو يعيدهم أي يحشرهم، والأشياء كلها منه بدأت واليه تعود.
روى ابن ماجه في سننه قال: حدثنا هشام بن عمار قال: حدثنا عبد الملك بن محمد الصنعاني قال: حدثنا أبو المنذر زهير بن محمد التميمي قال: حدثنا موسى بن عقبة قال: حدثني عبد الرحمن الأعرج، عن أبي هريرة، أن رسول الله صلى الله عليه وسلم قال: " إن لله تسعة وتسعين اسما، مائة إلا واحدا، إنه وتر، يحب الوتر، من حفظها دخل الجنة وهي: الله، الواحد، الصمد، الأول، الآخر، الظاهر، الباطن، الخالق، البارئ، المصور، الملك، الحق، السلام، المؤمن، المهيمن، العزيز، الجبار، المتكبر، الرحمن، الرحيم، اللطيف، الخبير، السميع، البصير، العليم، العظيم، البار، المتعال، الجليل، الجميل، الحي، القيوم، القادر، القاهر، العلي، الحكيم، القريب، المجيب، الغني، الوهاب، الودود، الشكور، الماجد، الواجد، الوالي، الراشد، العفو، الغفور، الحليم، الكريم، التواب، الرب، المجيد، الولي، الشهيد، المبين، البرهان، الرءوف، الرحيم، المبدئ، ‌المعيد، الباعث، الوارث، القوي، الشديد، الضار، النافع، الباقي، الواقي، الخافض، الرافع، القابض، الباسط، المعز، المذل، المقسط، الرزاق، ذو القوة، المتين، القائم، الدائم، الحافظ، الوكيل، الفاطر، السامع، المعطي، المحيي، المميت، المانع، الجامع، الهادي، الكافي، الأبد، العالم، الصادق، النور، المنير، التام، القديم، الوتر، الأحد، الصمد، الذي لم يلد، ولم يولد، ولم يكن له كفوا أحد " قال زهير: فبلغنا من غير واحد من أهل العلم، أن أولها يفتح بقول: «لا إله إلا الله وحده لا شريك له، له الملك وله الحمد، بيده الخير وهو على كل شيء قدير، لا إله إلا الله، له الأسماء الحسنى».